# Pòlhas
Pòlhas (en francès Poilhes) és un municipi occità del Llenguadoc en el departament de l'Erau a la regió Occitània.